# Вихарев Олексій Миколайович
Олексій Миколайович Вихарев (нар. 24 березня 1932, Сирчани) — український майстер художнього скла і живописець; член Спілки радянських художників України з 1990 року. Чоловік майстрині художнього скла Лідії Вихаревої.

## Біографія
Народився 24 березня 1932 року в селі Сирчанах (нині Кіровська область, Росія). 1956 року закінчив Одеське художнє училище, де навчався у Михайла Жука, Миколи Павлюка, Володимира Путейко, Ірини Сакович.
Після здобуття фахової освіти працював на Львівському склозаводі № 1; упродовж 1987—1992 років обіймав посаду старшого художника-дизайнера львівської фірми «Пластмасфурнітура».

## Творчість
Працював у галузях живопису, декоративно-ужиткового мистецтва (художнє скло). Створював портрети, пейзажі, натюрморти, монументально живописні панно; сувенірні набори зі скла. Серед робіт:
- серія декоративних тарелей «Краєвиди Одеси»;
- сувенірні вази для квітів — «Львів», «Гопак», ваза-куманець (усі — 1963);

живопис
- «Початок зими» (1999);
- «Соняшники» (2000);
- «Осінь на Високому Замку» (2000);
- «Маки» (2001);
- «Червона калина» (2001);
- «Польові квіти» (2001);
- «Вечірній Львів» (2001);
- «Карпатський краєвид» (2001);
- «Зимовий натюрморт» (2002);
- «Лірика весни» (2002);
- «Бузок цвіте» (2002);

портрети
- балерини Є. Старикової (1987);
- Л. Лушпай (2000);
- І. Темник (2001);
- Я. Антоша (2001);
- Папи Івана-Павла ІІ (2001).

Автор декорацій до художнього фільму ««Богатир» йде в Марто» (1954, Одеська кіностудія художніх фільмів), проєктів виробничих інтер'єрів, моделювання фурнітури для моделей одягу та взуття.
Брав участь в обласних та республіканських художніх виставках-ярмарках з 1956 року. 